# Voeltzkow-Chamäleon
Das Voeltzkow-Chamäleon (Furcifer voeltzkowi, Syn.: Chamaeleo voeltzkowi) ist eine im Nordwesten Madagaskars endemische Art der Chamäleons.

## Merkmale
Das Voeltzkow-Chamäleon zeigt einen ausgeprägten Sexualdimorphismus.
Das Männchen hat eine Länge von ca. 25 Zentimetern. Im Gegensatz zum Weibchen trägt das Männchen ein Rostrum (Fortsatz an der Schnauze) und einen höheren Helm. Es besitzt eine grüne Grundfärbung mit je einem weißen Längsstreifen auf jeder Seite. Die schwarz gefärbte Interstitiumhaut kann vor allem am Kopf ein netzartiges Muster erzeugen. In Stresssituationen erscheinen dunkelgrüne vertikale Streifen am Körper und am Schwanz, auch am Helm und radial am Augenlid.
Das Weibchen erreicht eine Länge von etwa 15 Zentimetern. Das Rostrum ist nur rudimentär ausgebildet, der Helm zeigt eine geringe Ausprägung. Zwischen Ruhe- und gestresstem Zustand weist das Weibchen zwei starke Variationen in der Färbung auf. Im Ruhezustand hat der Körper eine hellgrüne Grundfärbung mit dunkelgrünen vertikalen Streifen. Der Rückenbereich und der Helm zeigen auch rotbraune Bereiche. An den Seiten befinden sich im vorderen Bereich des Körpers zwei bis drei hellrote in einer Reihe angeordnete Punkte. Bei einer Stressreaktion werden die dunkelgrünen Streifen schwarz. Auf Höhe der hellroten Punkte entwickelt sich ein violetter Streifen von der Wange bis zum Ansatz des Schwanzes, die zu den Punkten einen Kontrast bildet. Auf der Rückenseite zeigen sich schwarze und weiße Sprenkel.

## Verbreitung
Das Voeltzkow-Chamäleon wurde in küstennahen Trockenwäldern im Nordwesten Madagaskars gefunden.

## Lebensweise
Über das Verhalten, den Lebenszyklus und die Reproduktion dieser Art ist bisher nur wenig bekannt, da sie kaum erforscht ist. Aufgrund der nahen Verwandtschaft zu Furcifer labordi wird ein ähnlicher Lebenszyklus angenommen. Vermutlich leben sie vom Schlupf bis zum Lebensende nur wenige Monate in der Regenzeit. In dieser Zeit pflanzen sie sich fort und die Weibchen legen ihre Eier ab.
Bei einem Weibchen wurden sieben gut entwickelte, cremeweiße Eier im Eileiter gefunden.

## Entdeckung
Diese Chamäleonart wurde 1893 erstmals von dem Herpetologen Oskar Böttger beschrieben. Letzte Funde wurden im Jahr 1913 beschrieben, seither war die Art verschollen, bis sie im Frühjahr 2018 von einem deutsch-madagassischen Biologenteam wiederentdeckt wurde. Dabei wurden erstmals auch weibliche Exemplare der Art entdeckt.
Dass die Art so lange verschollen war, liegt vermutlich an ihrer Kurzlebigkeit sowie der schlechten Erreichbarkeit ihres Lebensraumes. Die Verbreitungsregion ist in der Regenzeit kaum zugänglich und Straßen nicht befahrbar. Da für das Voeltzkow-Chamäleon ein recht kurzer Lebenszyklus in der Regenzeit angenommen wird, sichteten Forscher diese Art über 100 Jahre nicht mehr. So sagte Frank Glaw, einer der Entdecker des Chamäleons, im Jahr 2020: „Diese Tiere sind quasi die Eintagsfliegen unter den Wirbeltieren.“

## Systematik
Lange Zeit galten der Artstatus vom Voeltzkow-Chamäleon und der Art Furcifer monoceras als unklar. Die Holotypen beider Arten wurden am Ende des 19. bzw. Anfang des 20. Jahrhunderts gesammelt und oftmals als morphologische Variationen des phänotypisch ähnlichen Chamäleons Furcifer rhinoceratus angesehen. Bei einer Untersuchung, die im Jahr 2018 veröffentlicht wurde, wurden der eigenständige Artstatus mit Hilfe des Computertomographieverfahrens und äußerlich erkennbarer Merkmale bestätigt. Hierbei wurden über 100 Jahre alte Sammlungexemplare genutzt. So hat das Voeltzkow-Chamäleon im Vergleich zu F.  rhinoceratus ein kleineres Rostrum, einen höheren Helm und einen am Rückenscheitel fortsetzenden Schwanzscheitel.
Genetische Analysen zeigten, dass die nächstverwandte Art zum Voeltzkow-Chamäleon die kleinere Art Furcifer labordi ist.

## Etymologie
Das Artepitheton ehrt den Zoologen Alfred Voeltzkow, der bei Expeditionen, unter anderem auf Madagaskar, verschiedene Tier- und Pflanzenarten sammelte.

## Gefährdung
Soweit bekannt, ist F. voeltzkowi nicht akut vom Aussterben bedroht. Jedoch gefährden Brandrodung und Abholzung den Lebensraum der Art.

## Belege
1. 1 2 3 4 5 6 7  Frank Glaw, David Prötzel, Falk Eckhardt, Njaratiana A. Raharinoro, Rojo N. Ravelojaona, Timon Glaw, Kathrin Glaw, Julia Forster und Miguel Vences: Rediscovery, conservation status and genetic relationshipsof the Malagasy chameleon Furcifer voeltzkowi. In: Salamandra. Band 56, Nr. 4, 2020, S. 342–354. (Digitalisat)
2. 1 2 3 4  Peter-Philipp Schmitt: Eintagsfliege der Wirbeltiere. In: faz.net. FAZ, 3. November 2020, abgerufen am 16. November 2020.
3. ↑  Eva-Maria Natzer: Kurzlebig und ganz schön bunt: Verschollenes Chamäleon nach mehr als 100 Jahren wiederentdeckt. In: idw. idw – Informationsdienst Wissenschaft, 30. Oktober 2020, abgerufen am 16. November 2020.
4. ↑  Marina Sentís, Yiyin Chang, Mark D. Scherz, David Prötzel & Frank Glaw: Rising from the ashes: resurrection of the Malagasy chameleons Furcifer monoceras and F. voeltzkowi (Squamata: Chamaeleonidae), based on micro-CT scans and external morphology. In: Zootaxa. Band 4483, Nr. 3, 24. September 2018, S. 549–566, doi:10.11646/zootaxa.4483.3.7.